# 58 Andromedae
58 Andromedae (58 And), som är stjärnans Flamsteedbeteckning, är en ensam stjärna belägen i den östra delen av stjärnbilden Andromeda. Den har en skenbar magnitud på ca 4,78 och är synlig för blotta ögat där ljusföroreningar ej förekommer. Baserat på parallaxmätning inom Hipparcosuppdraget på ca 9,9 mas, beräknas den befinna sig på ett avstånd på ca 330 ljusår (ca 101 parsek) från solen. Stjärnan rör sig bort från solen med en heliocentrisk radiell hastighet av ca 8 km/s och förflyttar sig över himlavalvet med 0,159 bågsekunder per år.

## Egenskaper
58 Andromedae är en blå till vit stjärna av spektralklass A5 IV, vilket anger att den i dess spektrum visar en blandning av egenskaper för en underjätte och en stjärna i huvudserien av klass A. Den har en massa som är ca 2,0 gånger solens massa, en radie som är ca 1,9 gånger större än solens och utsänder ca 36 gånger mera energi än solen från dess fotosfär vid en effektiv temperatur på ca 8 900 K.
58 Andromedae har en hög rotationshastighet på 135 km/s vilket ger den en något tillplattad form med en ekvatorialradie som är 6 procent större än polarradien.